# 7.º Parlamento de Singapur
El 7.º Parlamento de Singapur fue conformado por los 81 parlamentarios elegidos en las elecciones generales del 3 de septiembre de 1988, más dos Miembros del Parlamento No Circunscripcionales (NCMP) elegidos el 16 de septiembre de 1988 y dos Miembros Nominados (NMP) que asumieron en 1990. Tuvo su sesión inaugural el 9 de enero de 1989. La primera sesión se prorrogó el 21 de abril de 1990. La segunda sesión dio inicio el 7 de junio de 1990 y se prorrogó el 29 de enero de 1991. Finalmente, comenzó su tercera sesión el 22 de febrero de 1991 y fue disuelto anticipadamente el 14 de agosto de 1991 por el presidente Wee Kim Wee, convocando a nuevas elecciones.
La 7.º legislatura tuvo numerosas particularidades. Se trató del primer Parlamento en ver un cambio de poder desde la segunda Asamblea Legislativa en 1959, con la renuncia del primer ministro Lee Kuan Yew después de más de tres décadas en el poder y su reemplazo por Goh Chok Tong el 28 de noviembre de 1990. Asimismo, el 7.º Parlamento fue el primero en el que asumieron sus cargos los Miembros del Parlamento No Circunscripcionales (NCMP), escaños otorgados a los opositores derrotados por menor margen, pues en el 6.º Parlamento estos habían rechazado los cargos. En 1990 se introdujo el concepto de Miembro Nominado del Parlamento (NMP), asumiendo dos de estos antes de la disolución legislativa. Con la necesidad de consolidar un mandato personal como primer ministro, Goh solicitó la disolución temprana del Parlamento después de menos de tres años de sesión, por lo que con una duración de 2 años, 7 meses y 5 días, se trató de la legislatura más corta de la historia de Singapur.
Al igual que todas las legislaturas singapurenses desde 1959, el 7.º Parlamento estuvo bajo control del Partido de Acción Popular (PAP) y Tan Soo Khoon fue su portavoz. El Partido Demócrata de Singapur (SDP) fue el único partido opositor con escaños electos, con su líder Chiam See Tong como parlamentario y líder de la Oposición. El Partido de los Trabajadores (WP) tuvo a Lee Siew Choh como NCMP y había logrado consagrar a Francis Seow para el mismo cargo, pero este perdió su escaño antes del comienzo de sesiones debido a una condena por evasión de impuestos.

## Composición
| Partido político | Partido político              | Miembros | Miembros   |
| Partido político | Partido político              | Inicio   | Disolución |
| ---------------- | ----------------------------- | -------- | ---------- |
|                  | Partido de Acción Popular     | 80/83    | 80/89      |
|                  | Partido de los Trabajadores   | 2/83     | 1/89       |
|                  | Partido Demócrata de Singapur | 1/83     | 1/89       |